# Agnès Merlet
 (septembre 2022).
Pour les articles homonymes, voir Merlet.
Agnès Merlet est une réalisatrice française née le 4 janvier 1959.

## Biographie
En 1986, elle réalise le clip de Jodie, premier succès du groupe Les Innocents.

### Parcours formation
- Beaux-Arts Orléans
- IDHEC

## Filmographie

### Courts métrages
- 1985 : La Guerre des pâtes
- 1986 : Poussière d'étoiles (Prix Jean-Vigo)

### Longs métrages
- 1993 : Le Fils du requin
- 1997 : Artemisia
- 2008 : Dorothy (Dorothy Mills)
- 2011 : HideAways
- 2014 : Nous, réfugiés palestiniens[2]